# Giovanni Canova
Giovanni Canova (Canicattì, 1880. július 27. – Torino, 1960. október 28.) olimpiai bajnok olasz párbajtőrvívó.